# Music for UNICEF
A   Music for UNICEF  című lemez egy 1979. január 9-én megtartott  jótékonysági koncert felvételeit tartalmazza, melyet január 10-én az NBC TV-ben sugároztak.

## Az album dalai
1. Intro – David Frost – 0:59
2. September / That's The Way Of The World  (M. White, A. McKay, A. Willis) – Earth, Wind and Fire – 4:22
3. I Go For You  (Andy Gibb) – Andy Gibb – 4:41
4. Mimi's Song   (Donna Summer, V. Weber) – Donna Summer – 4:10
5. Rest Your Love On Me  (Barry Gibb) – Andy Gibb & Olivia Newton-John – 3:21
6. Chiquitita  (Björn Ulvaeus, Benny Andersson) – ABBA – 5:22
7. Do Ya Think I'm Sexy  (Rod Stewart, C. Appice) – Rod Stewart – 6:10
8. The Key  (S. Sinclair) – Olivia Newton-John – 3:47
9. Rhymes And Reasons  (John Denver) – John Denver – 3:37
10. Fallen Angel Kris – (Kris Kristofferson, Rita Coolidge, Mike Utley) Kris Kristofferson & Rita Cooledge – 4:03
11. Too Much Heaven  (Barry, Robin és Maurice Gibb) – Bee Gees – 5:34

## Közreműködők
- Bee Gees
- Andy Gibb
- Donna Summer
- Earth, Wind and Fire
- ABBA
- Kris Kristofferson
- Rita Cooledge
- Olivia Newton-John
- John Denver
- Rod Stewart